# Ducat de Llíria i Xèrica
El ducat de Llíria i Xèrica és un títol nobiliari espanyol, creat el 13 de desembre de 1707 pel rei Felip V d'Espanya a favor de James Fitz-James Stuart i Churchill, I duc de Berwick, fill gran dels dos que tingué el rei Jaume II d'Anglaterra i VII d'Escòcia amb la seva amant Arabella Churchill.
La seva denominació fa referència a les localitats de Llíria (Camp de Túria) i Xèrica (Alt Palància).

## Llista de ducs de Llíria i Xèrica
|                     | Titular                                            | Període             |
| Creació per Felip V | Creació per Felip V                                | Creació per Felip V |
| ------------------- | -------------------------------------------------- | ------------------- |
| I                   | James Fitz-James Stuart                            | 1707-1734           |
| II                  | James Fitz-James Stuart                            | 1734-1738           |
| III                 | Jacobo Fitz-James Stuart y Colón de Portugal       | 1738-1785           |
| IV                  | Carlos Bernardo Fitz-James Stuart y Silva          | 1785-1787           |
| V                   | Jacobo Felipe Fitz-James Stuart zu Stolberg-Gedern | 1787-1795           |
| VI                  | Jacobo José Fitz-James Stuart y Silva              | 1795-1795           |
| VII                 | Carlos Miguel Fitz-James Stuart y Silva            | 1795-1835           |
| VIII                | Jacobo Fitz-James Stuart y Ventimiglia             | 1835-1881           |
| IX                  | Carlos María Fitz-James Stuart y Portocarrero      | 1881-1901           |
| X                   | Jacobo Fitz-James Stuart y Falcó                   | 1901-1953           |
| XI                  | María del Rosario Cayetana Fitz-James Stuart       | 1955-2014           |
| XII                 | Carlos Fitz-James Stuart y Martínez de Irujo       | 2014-actual titular |